# Oligostigma candidalis
Oligostigma candidalis là một loài bướm đêm trong họ Crambidae.